# ギオルギ・ラッザビゼ

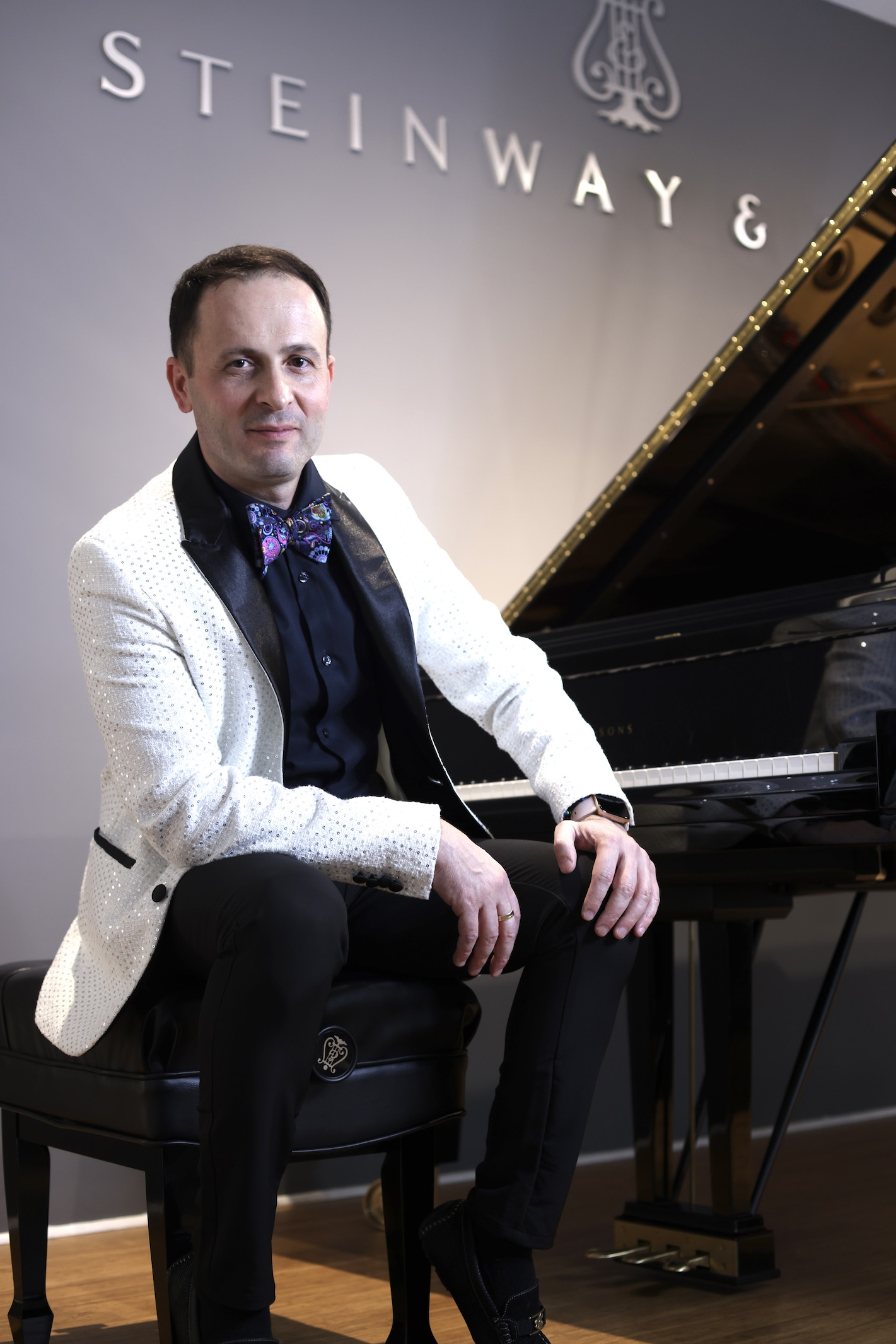
2023 ギオルギ・ラッザビゼ

ギオルギ・ラッザビゼ（グルジア語: გიორგი ლაცაბიძე、Giorgi Latsabidze、1978年4月15日 - ） は、ジョージアのピアニスト・作曲家。
国際コンクールに入賞多数。史上最年少ともいえる年齢で、ショパンの24の練習曲・24の前奏曲、リストの超絶技巧練習曲集、ドビュッシーの前奏曲集第2巻を演奏し、録音。

## 経歴
ジョージアのトビリシ生まれ。ギオルギ・ラッザビゼは、3歳の時に彼の人生の中で最も重要な楽器となるピアノと出会って以来、音楽に興味を持ち始めた。5歳からピアノで作曲をし始め、10歳の頃にはオーケストラと一緒にコンサートで演奏した。
ジョージア大統領の奨学金で初期の教育を受け、その後優等でドイツのハノーファー音楽大学を卒業。修士号を取得し、芸術学をオーストリアの国際モーツァルト財団にて優等で卒業した。その後、音楽芸術の博士号を南カリフォルニア大学ソーントン音楽学校で取得した。 
ラッザビゼは、ザルツブルク、ウィーン、ベルリン、マンハイム、フィレンツェ、リスボン、北京、ホノルルで開催された主要な音楽祭と、ミケランジェリ国際ピアノフェスティバル、モンテカルロピアノマスターズなどに出演。世界中でリサイタルを行う。そのレパートリーは全ての時代を網羅しているが、中でも19世紀の音楽を得意としている。

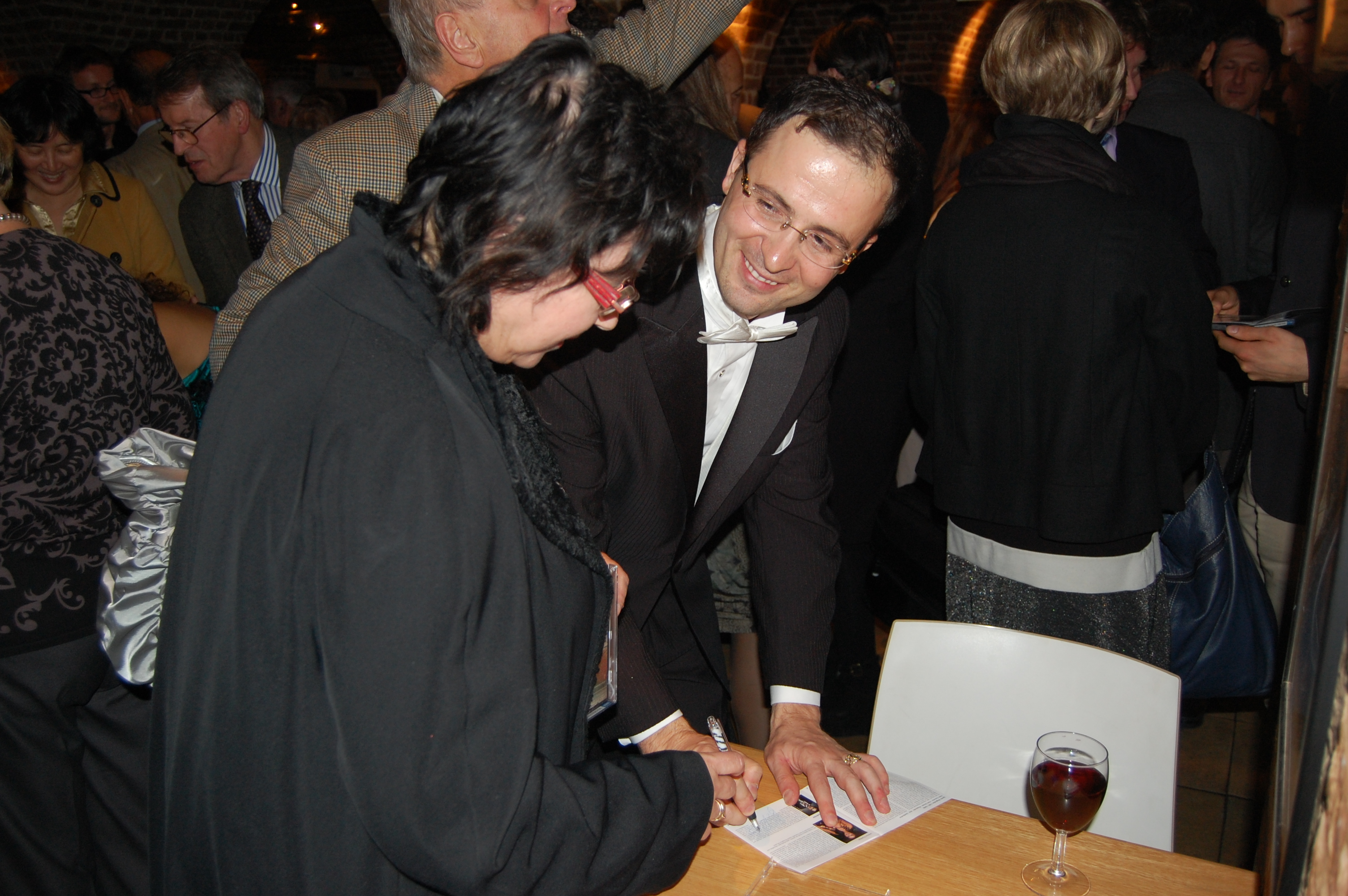
ロンドン (2012)

彼はニコライ・ルービンシュタイン国際ピアノコンクール（フランス）の受賞者であり、エンニオ・ポリーノ国際ピアノコンクール（イタリア）でも銅メダルを取得した。また、ユーディ・メニューイン国際コンクール（ザルツブルク)とロサンゼルスで開催された国際ヤングピアニストコンクールで特別賞を受賞した 。 ラッザビゼは「ワルツ・ファンタジー」（Waltz-Fantasy）という曲を作曲し、イタリア最優秀音楽賞を受賞した。彼はロサンゼルスにあるオンワード エンターテイメント（Onward Entertainment） という独立映画会社に所属し、最初の映画となる「Twilight's Grace」の作曲を手掛けた。また、ショパンの24(Op.10; Op.25)  のエチュード、リストの超絶技巧練習曲全12曲、ドビュッシーの前奏曲12曲をレコーディングした。2006年から2007年にかけてオーストリアのテレビ局、K-TV AUSTRIAはラッザビゼの2部にわたるドキュメンタリーDVDを製作した。2010年10月、ラッザビゼはロンドンの歴史的に有名なウィグモア・ホールで演奏した。この時演奏された中には世界で初めて公演された「Cyber Moment」も含まれており、Red Piranha Films LLC, 2010プロダクションカンパニーによってレコーディングされた。
このDVDは2011年発売予定。また、イギリス滞在中にワーグハルター、シマノフスキー、ブラームス、ビゼーワックスマンの曲を演奏し、ロンドンのNaxosレコーディングスタジオでレコーディングした。ヴァイオリンとのデュエット曲はポーランド人ヴァイオリニスト、Irmina Trynkosと共演した。
WUK Kulturhausにおける彼のベートーヴェンのピアノ協奏曲第5番「皇帝」の演奏は、オーストリアの新聞で、「深く心に訴えかける叙情性と、本物の深み、そして輝かしい技術をもったピアニスト」と評された。また、イギリスの「Rhinegold Classical Magazine」という雑誌は、彼のドビュッシーの前奏曲の録音を、「卓越した想像力にあふれた、めったに聴くことの出来ない音色」と評している。フォルクスブラット紙は、「ロマン派の曲において、彼は間違いなく偉大なピアニストであり、完璧な魔術師であると言える」と書いている。
彼の演奏は、アメリカ合衆国・ヨーロッパ・アジア・その他の国のラジオやテレビで放送されている。彼の名は「Who’s who」人名辞典第65版と、芸術人名辞典2011年度版に掲載されている。

## 教育の経歴
ラッザビゼは、中央および東ヨーロッパ、アジア、南米および米国各地のマスタークラスやコンサートを紹介してきた。彼の音楽的経歴は、コンサートピアニストとのコラボレーションアーティスト、教授及び国際審査員である。2007-2010年にロサンゼルスのUSC Thornton 音楽学校のMTNA USC支部の総裁を務めた。彼は南カリフォルニア、あずさ太平洋大学の大学で教え、現在はグレンデールコミュニティカレッジでのピアノの教授でもある。2012年夏より、オーストリアのウイーン音楽院にて、ピアノクラスを教える予定。